# Rundväv

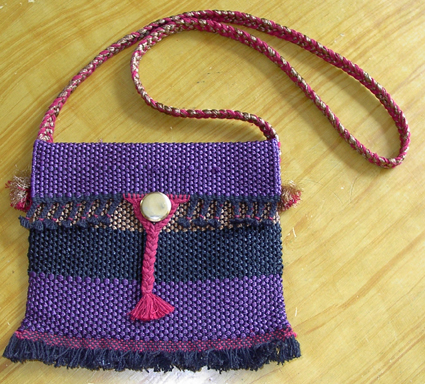
Rundvävd liten axelväska.

Rundväv innebär att man väver ett tygstycke som, liksom namnet anger, blir ett runt stycke tyg. Särskilt lämpligt för produktion av väskor.
Tekniken användes flitigt förr när de ekonomiska förutsättningarna var annorlunda och vävstolens bredd inte alltid medgav så breda tyger som man ville ha för till exempel plädar, mattor och lakan. Genom att väva rundväv i bara den ena sidan av varpen fick man därmed dubbla bredden på tyget, dock med en skönjbar skarv på mitten.
Till skillnad från bindetrådsväven så vävs inte de två skälen ihop annat än ute i kanterna, men det gäller att trä inslaget försiktigt, så att man inte får med en varptråd från det andra skälet, för då blir det en dubbelväv som sitter ihop istället.
Både rundväven och dubbelväven är kända sedan medeltiden. Rundväven har spår i forntiden, i synnerhet för vävning till kläder.